# كفيا كنجي
كفيا كنجي وتكتب احيانا كفيا قنجي بلدة في جنوب غرب السودان وتبعد عن الخرطوم حوالي 1009 كيلومتر(682.88 ميل) وعن نيالا حاضرة الولاية حوالي 350 كيلومتر (217,84 ميل) على ارتفاع 555 متر (1820.86 قدم) فوق سطح البحر
وتقع البلدة بالقرب من محمية الردوم الطبيعية وهي إحدى نقاط الخلاف الحدودي بين السودان ودولة جنوب السودان بعد انفصال جنوب السودان في عام 2011م.

## الموقع الجغرافي
تقع منطقة كفيا قنجي في الجزء الجنوبي الغربي لولاية جنوب دارفور وتحدها من الغرب دولة جمهورية أفريقيا الوسطى.ومن الجنوب ولاية غرب بحر الغزال عند بحر تمباك ومن الشرق والجنوب الشرقي جبال أيرة وتمبيرة والحجيرات والكقل والنبيق ومن الشمال والشمال الغربي وأدي أبرة وتردة مندوة. ويربطها بجنوب السودان وافريقيا الوسطى معبر الحجيرات- راجا ومعبر دفاق - سنقر. ووفقا للباحث ادوارد توماس فإن كفيا كنجي تقع ضمن منطقة رعي واسعة تمتد على مساحة تقدر بمساحة شبه الجزيرة الكورية أو البرتغال واليونان، وتمتد على مساحة 93,900 كيلو متر مربع (58,610 ميل مربع) في ولاية غرب بحر الغزال ومساحة 127,300 كياو متر مربع (179,972 ميل مربع) في ولاية جنوب دارفور. اما منطقة كافيا كنجي وحدها فتبلغ مساحتها حوالي 25,000 كيلومترمربع (155,34 ميل مربع) أي بحجم يزيد عن مساحة بورتوريكو.

## سبب التسمية
كفيا قنجي، اسم مركب بلغة البنقا يتكون من مقطعين هما «كفيا» (أو كابيا كما يُنطق بلغة البنقا) وتعني رهد. والرهد (الجمع رهود) لغةَ، هو أرضاً منخفضة تتجمع فيها مياه الأمطار وتكون صالحة للاستعمال. ولفظ قنجي تنطق بلغة البنقا «قنجة» وهو اسم علم لأمرأة من البنقا. وبذلك يكون المعنى رهد قنجة. وهناك من يقول أن المقطع التاني هو لفظ «كنجي» بلغة البنقا ويعني الحوت أي الأسماك. وكفيا كنجي يرادف كلمة رهد السمك. والرأي الثالث يذهب إلى أن اللفظ قنجي تحريف لكلمة رينـجي بلغة البنقا وهو نوع من أنواع الأشجار التي تنبت على ضفاف الرهود.
كما يطلق علي كفيا كنجي احيانا اسم حفرة النحاس وهو اسم يعود إلى مستوطنة تعدين قديمة في الطرف الشمالي لها. وعُرفت ايضاَ باسم دار فرتيت.

## التاريخ
كانت تقوم في منطقة كفيا كنجي مملكتين هما: مملكة الِبنْقا والشَالا في الجزء الغربي للمنطقة ومملكة الدَنقو وتقع في شرق المنطقة. والبنقا والدانقو اسمان لقبيلتين استوطنا في المنطقة منذ القدم مع قبائل الكارا واليُولو وينتميان امجموعة قبائل الفرتيتت.

### مملكة البنقا
كانت مملكة البنقا تقع في المنطقة الواقعة جنوب دارفور وحتى حوض بحيرة تشاد أو بانتي شاري (شمال غرب نهر أمبلاشا). وتجاورها ممالك الفرتيت الأخرى الرنقة، الفنقرو، البندلا والشالا. وكان ملوك الفرتيت بما فيهم البنقا يؤدون الخراج لسلطان الفور سنويا منذ عام 1800م. وكانت قبائل البنقا تستوطن في الأصل منطقة جبل مرة ولأسباب سياسية  ونتيجة للاحتكاكات المستمرة مع الجيران وتزايد الغارات من أجل الرقيق هاجرت البنقا نحو الجنوب الغربي حتي استقر بها المطاف في منطقة كفياقنجي وحفرة النحاس الحالية لتتخذ من جبال المنطقة وغاباتها الكثيفة ملاذاً آمناُ لها فأقامت مُلكًها تحت اسم دار بِنَّقـا.

وقد أكد المؤرخ محمد بن عمر التونسي بأن البنجا أو البنقا عاشوا ذات مرة بالقرب من شالا في القرن التاسع عشر. ومع تزايد وتيرة غارات الرقيق، انتقلوا جنوبًا في العقد الذي تلا ذلك. وكان لموقعها المهم الذي يربط بين شرق إفريقيا وغربها بشمالها وجنوبها أثرا كبيرا في ازدهار التجارة فيها وتطورها بمرور الزمن حتي صارت واحدة من المدن المهمة في الشمال الشرقي لإفريقيا وباتت مقصداً لهجرات الجماعات والأفراد من قبائل وسط افريقيا (جمهورية أفريقيا الوسطى وتشاد الحاليتنين) ومن شمال أفريقيا وغربها ومعبراً مهما للحجاج القادمين من دول غرب وشمال غرب إفريقيا نحو مكة. وبسبب موقعها الاستراتيجي هذا وازدهارها التجاري صارت المنطقة محط انظار الطامعين فتعرضت إلى الغزوات العديدة ومنها حملات الزبير باشا الذي
أسر العديد من الأشخاص فيها، ونقل معظم الأسرى إلى ديم الزبير لتجنيدهم في جيشه المعروف باسم البازنجر. ونسبة لضغوط وممارسات السلطان السنوسي ضد اليولو، فرّ السلطان جلاب سلطان اليولو إلى كفيا قنجي وتم إيواءه في منطقة خندق ثم نقل إلى ديم زبير. وبعد تمكن السلطة الفرنسية من التخلص من السنوسي لاذ السلطان جلاب بالفرار إلى لجبال الحدودية متحصناً بها ووجه اتباعه بالانضمام إلى صهره السلطان أندل عبد الله سلطان الكريش ومساعدته في الهجوم ضد البنقا بكفيا قنجي. ومني هذا الهجوم بالفشل. وفي العام 1912م غزت الكريش كفيا قنجي مرة أخرى بقيادة السلطان أندل عبد الله والسلطان مراد إبراهيم الذي كان معروفاً بعداءه السافر للبنقا ولكن تم دحرهما.
أبدى سلاطين الفور اهتماما غير منقطع بمنطقة كفيا كنجي التي كانت تتبع لهم وتوفر موارد كبيرة لخزينة السلطنة وتمدها بمعدن النحاس لأستخدامه في الأغراض السلمية والعسكرية، ومن هؤلاء السلاطين السلطان علي دينار الذي شكا من توغل الأجانب البيض في منطقة نفوذه في «دار فرتيت» ومن بينهم الفرنسيينأو البريطانيين، حيث قاموا برفع اعلامهم الأجنبية في حفرة النحاس، وبدأوا في اضطهاد المشايخ في المنطقة.
وحسب ماكمايكل فقد كان الإستعمار البريطاني يُنظر إلى الإسلام كسلاح سياسي خطير، ليس فقط في السودان بل في أجزاء أخرى من أفريقيا أيضاَ. يضاف إلى ذلك تخوفهم من تزايد انتشار الأسلحة وسط المواطنين ورواج تجارة الرقيق والوجود الكبير للمجاهدين من أبناء المنطقة العائدين من نصرة المهدية، ولذلك قررت الإدارة البريطانية في السودان بقيادة بروك مدير مديرية بحر الغزال في عام 1930 تفريغ المنطقة من سكانها واجبارهم على النزوح جنوباإلى منطقة راجا وتقطيع أوصال التواصل بين منطقة دارفور الإسلامية وبحر الغزال غير الإسلامية وتحويلها إلى قطاع حاجز بينهما.

## الطبيعة الطوبوغرافية
تتميز طبيعة أرض منطقة كغيا كنجي بأنها طينية رملية وتقع في شريط السافانا الغنية أو كثيفة الأعشاب. ويجري في المنطقة انهار بيكي وأدا وأمبلاشا الموسمية.

## المناخ
مناخ المنطقة مناخ استوائي حيث الموسم المطير الطويل ومعدلات الرطوبة العالية إذ يصل هطول الأمطار في شهر يوليو / تموز اعلى معدلاته حوالي 370 مليمتر (14.5 بوصة) وتبلغ عدد الأيام المطيرة في شهر أغسطس / آب 30 يوماً وتنعدم الأمطار في افترة قصيرة من يناير / كانون الثانيوحتى إبريل/ نيسان.

| البيانات المناخية لـكفيا كنجي | البيانات المناخية لـكفيا كنجي | البيانات المناخية لـكفيا كنجي | البيانات المناخية لـكفيا كنجي | البيانات المناخية لـكفيا كنجي | البيانات المناخية لـكفيا كنجي | البيانات المناخية لـكفيا كنجي | البيانات المناخية لـكفيا كنجي | البيانات المناخية لـكفيا كنجي | البيانات المناخية لـكفيا كنجي | البيانات المناخية لـكفيا كنجي | البيانات المناخية لـكفيا كنجي | البيانات المناخية لـكفيا كنجي | البيانات المناخية لـكفيا كنجي |
| الشهر                         | يناير                         | فبراير                        | مارس                          | أبريل                         | مايو                          | يونيو                         | يوليو                         | أغسطس                         | سبتمبر                        | أكتوبر                        | نوفمبر                        | ديسمبر                        | المعدل السنوي                 |
| ----------------------------- | ----------------------------- | ----------------------------- | ----------------------------- | ----------------------------- | ----------------------------- | ----------------------------- | ----------------------------- | ----------------------------- | ----------------------------- | ----------------------------- | ----------------------------- | ----------------------------- | ----------------------------- |
| متوسط درجة الحرارة الكبرى °ف  | 87                            | 102                           | 106                           | 109                           | 109                           | 95                            | 88                            | 84                            | 90                            | 99                            | 100                           | 95                            | 97                            |
| متوسط درجة الحرارة الصغرى °ف  | 73                            | 75                            | 64                            | 81                            | 82                            | 75                            | 72                            | 70                            | 72                            | 79                            | 79                            | 73                            | 75                            |
| الهطول إنش                    | 0                             | 0.12                          | 0                             | 0                             | 0.73                          | 0.05                          | 14.57                         | 13.7                          | 13.83                         | 1.31                          | 0                             | 0                             | 44.31                         |
| متوسط درجة الحرارة الكبرى °م  | 38                            | 39                            | 41                            | 43                            | 43                            | 35                            | 31                            | 29                            | 32                            | 37                            | 38                            | 35                            | 37                            |
| متوسط درجة الحرارة الصغرى °م  | 23                            | 24                            | 26                            | 27                            | 28                            | 24                            | 22                            | 21                            | 22                            | 26                            | 26                            | 23                            | 24                            |
| الهطول مم                     | 0                             | 3.1                           | 0                             | 0                             | 18.6                          | 1.25                          | 370.1                         | 348                           | 351.3                         | 33.3                          | 0                             | 0                             | 1٬125٫65                      |
| المصدر: Weatheronline         |                               |                               |                               |                               |                               |                               |                               |                               |                               |                               |                               |                               |                               |

## الاقتصاد
كان اقتصاد المنطقة يقوم على إنتاج معدن النحاس حتى عشرينيات القرن العشرين. وقد اثار النحاس اطماع القوى الإستعمارية فتنافست على السيطرة على جنوب السودان حيث شهدت ثمانينيات وتسعينيات القرن التاسع عشر تقدم جيوش بلجيكا وفرنسا نحو المنطقة وتسببت اعلام بلجيكا التي رفعت فوق التلال المنخفضة شرق حدود نهري النيل والكونغو في أزمة قصيرة بين الحكومتين الفرنسية والبريطانية انتهت بتسوية لصالح الأخيرة.
وقد أظهرت عمليات المسح الجيولوجي الذي أجري في نهاية العهد الإستعماري في السودان بأن استغلال النحاس لم يكن بالحجم التجاري وبعد الاستقلال قدرت الكمية بحوالي 283400 طن؛ وجاء مسح ياباني خلال عامي 1964 - 1965 بتقديرات أكثر تواضعاوتوصل مسح لبرنامج التنمية التابع للأمم المتحدة عام 1973 إلى حقيقة ّ أن عدة شركات درست جيولوجية المنطقة ولم تعتبرها منطقة إنتاج تجاري الأمر الذي يمثل مؤشراً على إمكانياتها الأقتصادية الهامشية. ومع ذلك فان شركة بيليتون للتعدين وهي شركة متعددة الجنسيات اجرت عمليات مسح في المنطقة في سبعينيات القرن العشرين وحتى عام 1999 ولكن نشاطها في المنطقة توقف مع تصاعد المشاكل المختلفة أمنية كانت أم لوجستية، وبسبب محاولة الإدارة الإستعمارية خلق منطقة خالية من السكان بين شمال وجنوب السودان.
تقدر الثروة الحيوانية فيها بحوالي 15 ألف رأس. وغيما يتعلف بالثروة الغابية تنتج المنطقة أخشاب التيك والمهوجني وصندل الردوم وأما المحاصيل الزراعية فتشمل الدخن والكركدي واللوبيا والأرز، وتكثر فيها الفاكهة والحمضيات ومن بينها قصب السكر والموالح. ونظراً لبعدها في اقصي الجنوب الغربي وشح وسائل الاتصالات والتواصل خصوصا في الموسم المطير في شهري ابريل/ أيار ومايو / أيار فقد انتشرت فيها زراعة الحشيش القنب المعروف في السودان باسم البنقو.

## السكان
تتفاوت تقديرات عدد السكان (في تسعينيات القرن الماضي) ما بين 5000 و15000 شخص.

وكانت المنطقة خالية من السكان لفترة من الزمن قدرها خمسة عشر عام وذلك بسبب السياسة الاستعمارية البريطانية التي كانت ترمي إلى منع أي تداخل ثقافي بين جنوب السودان وبقية مناطق السودان الأخرى.
ووفقًا لبعض الروايات تعتبر قبائل الفور والفرتيت من أصل واحد؛ وتنحدر من نسل الأخوين التوأمين المعروفين باسم «افير» و «افرات». وتشتت أبناء فرات وأصبح اسمهم فرتيت. وثمة مصادر اسلامية تعودللقرون الوسطى تشير إلى أن الفرتيت هم السكان الأصليون لجبل مرة، قلب سلطنة الفور، وبعد إضفاء الطابع الإسلامي على السلطنة اضطروا إلى التحرك جنوبًا وانقسموا إلى عدة أقسام مثل "بينقا، وكارا، وشيو، وإنديري، ويولو. واستوطنو منطقة كفيا كنجي.
ويرى ماك مايكل. بأن العرب كانوا يطلقون اسم فرتيت على القبائل الزنجية والوثنية التي تسكن أقصى جنوب دارفور وشمال غرب بحر الغزال وفي إقليم وداي. وطبقا له كان الفرتيت يسكنون منطقة جبل مرة قبل تمكن الداجو ثم التنجور والعرب بإزاحتهم عن موطنهم الأصلي في جبل مرة نحو الجنوب وكانت قبائلهم تشمل رونقة، بندلا، شت، بنقا، وفرواجيه.

وقد ساهمت عشرات السنين من الحروب وعمليات النزوح في إفراغ جيب كفيا قنجي وتعزز ذلك بالسياسة الإستعمارية الإنجليزية من خلال محاولتها خلق فصل ثقافي واضح كخط بين السكان المحليين العرب وغير العرب، والمسلمين وعزا سبب هذه السياسة إلى تخوف الإنجليز من تزايد النفوذ المصري على القبائل السودانيسة بعد قيام حركة اللواء الأبيض الوطنية السودانية عام 1924، وسعي قادتها إلى طلب الدعم المصري في الخرطوم لتحدي السلطة البريطانية. وكرد على ذلك اسرع البريطانيون إلى تقليص الوجود المصري في السودان واستقطاب حلفاء لهم في الريف السوداني باعادة هندسة الهياكل التقليدية للسلطة وتقييد الحركة والتصاهر بين المجموعات القبلية، فأنشؤوا نظام المناطق المقفولة التي شملت منطقة كفيا كنجي.
وحينما قرر البريطانيون ابعاد السكان من كفيا قنجي عام 1930 قاموا بتمييزهم على أساس إثني: أولاد عرب وفرتيت وأحياناً فلاتا؛ ويقصد بأولاد العرب بعض المجموعات التي كثيرا ما اشتركت في الأصل واللغة والتاريخ تتبعهم مجموعات الفرتيت، لكنهم أُعتبروا أكثر دارفورية وأكثر تعريبا أو أكثر اسلمة. وأما الفلاتا فهي كلمة سودانية لشعب فولاني من غرب افريقيا وكثيرا ما تطلق دون متييز على أي شخص من غرب افريقيا.

## الخلاف الحدودي
حدث خلاف بين طرفي اتفاقية السلام الشامل حكومة السودان والحركة الشعبية / الجيش الشعبي لتحرير السودان حول تبعية منطقة حفرة النحاس، وتأجل البتّ فيها من خلال الإتفاقية باعتبار أن الوثائق ستحسم هذا الأمر لاحقاً عبر مفاوضات ثنائية حول ترسيم الحدود بين البلدين.
وجهة نظر السودان هي أن حفرة النحاس ارضا تابعة لسلاطين الفور تاريخيا وكان زعماؤها يدفعون الخراج ويقدمون العطايا والهدايا لسلاطين الفور وأن البريطانيون هم من سعى إلى عزلها عن بقية اجزاء السودان. أما الجنوبيون فيرون أن منطقة كفيا كنجي حفرة النحاس، قد تم ضمها إلى مديرية دارفور (ولاية جنوب دارفور حالياً) بموجب قرار صادر من مجلس الوزراء سنة 1959 هو القرار رقم 382 وفي عام 2007م، أثار الفريق سلفاكير ميارديت النائب الأول لرئيس الجمهورية آنذاك، مشكلة تبعية المنطقة في اجتماع رئاسي بشأن الحدود.
وتطالب حكومة جنوب السودان بفك الارتباط الإداري لمنطقة كفيا كنجي وحفرة النحاس من ولاية جنوب دارفور، الخاضعة لها منذ أكثر من 50 عاما أي منذ استقلال السودان واعادة ضمها إلى ولاية غرب بحر الغزال الجنوبية. ورغم أن هذه المطالبة تبدو وكأنها محض مطالبة بتحويل إداري، إلا أن الواقع الديمغرافي والتاريخي في المنطقة يرزخ بالكثير من التعقيدات التي جعلت منها أيضاَ منطقة خلاف حدودي وتفسيرات متباينة، سواء من ناحية تنقل وعلاقات القبائل الرعوية في المنطقة، أو في سياق العلاقات التاريخية مع مملكة دارفور المجاورة أو الكيانات السياسية اللاحقة في المنطقة، فضلا عن أهميتها الاستراتيجية للجانبين والاعتقاد على نطاق واسع بأن هذه المنطقة غنية بالثروات المعدنية، بوصفها امتدادا لمنطقة كاتنقي في الكنغو المجاورة والغنية بالنحاس والمعادن الثمينة الأخرى. وأبدت مفوضية السلام استعدادها لمساعدة طرفي اتفاقية السلام - المؤتمر الوطني في السودان والحركة الشعبية في جنوب السودان، لتنفيذ ما تبقى من اتفاق السلام وحل القضايا العالقة، ومن ضمنها ترسيم الحدود.